# Луций Валерий Клавдий Попликола Бальбин Максим
Луций Валерий Клавдий Попликола Бальбин Максим (лат. Lucius Valerius Claudius Poplicola Balbinus Maximus) — римский государственный деятель середины III века, консул 253 года. Сделал продолжительную и блестящую карьеру в правление ряда императоров эпохи кризиса III века, занимал множество гражданских и военных должностей.

## Происхождение
Попликола родился около 220 года или немного раньше этого времени. Он происходил из старинного италийского рода Валериев, чьи корни восходили к фамилии Валериев Максимов, известной ещё во времена Римской республики. Один из легендарных основателей республики Публий Валерий Публикола, по всей видимости, был его предком. Отцом Попликолы был двукратный консул Луций Валерий Клавдий Ацилий Присциллиан Максим, состоявший в родстве с представителями рода Ацилиев Глабрионов. Когномен «Бальбин» указывает на то, что Луций мог быть родственником императора Бальбина, правившего непродолжительный промежуток времени в 238 году.

## Карьера
Как и его отец, Попликола начал свой cursus honorum службой в армии, где занимал исполнял полномочия командира кавалерийского подразделения. Затем он был назначен на должность начальника тюрем, которую занимал, по-видимому, в течение года. После этого, несомненно, благодаря отцовскому влиянию и покровительству, он получает пост квестора. За этим последовало выдвижение его кандидатуры на должность praetor tutelaris (претор, ответственный за вопросы опеки и попечительства), на которую он, вероятно, был номинирован после 240 года. В молодом возрасте Попликола вошёл в состав коллегии квиндецемвиров священнодействий.
Вскоре Попликола стал легатом при проконсуле провинции Азия. Однако точно датировать время. когда он занимал должность, не представляется возможным. Вполне вероятно, он мог быть легатом и до и после претуры. В 253 году Попликола был назначен на должность ординарного консула вместе с императором Волузианом и находился в ней до тех пор, пока Волузиан не был убит в первые месяцы этого года. Его преемник Эмилиан, быть может, заменил Максима на консула-суффекта, хотя сам так и не занял освободившееся место.
Между 254 и 260 годом Попликола находился на посту curator rei publicae Laurentium Lavinatium item cognoscens ad sacras appellationes (куратор италийских городов Лавиния и Лаврента и помощника судьи). По другой версии, он исполнял полномочия куратора и судьи между 251 и 252 годом, совмещая обе должности, по крайней мере частично. Затем он занимал должности куратора, ответственного за распределение воды и зерна в Риме (лат. curator aquarum et Miniciae), префекта, чьими обязанностями было обслуживание Фламиниевой дороги и обеспечение подвоза продовольствия в Рим (лат. praefectus alimentorum viae Flaminiae). Стоит отметить, что Попликола так и не получил второго консульства или наместничества в одной из провинций. Хотя вполне вероятно, что просто не были обнаружены свидетельства, подтверждающие один из вышеперечисленных фактов.
Его сыном, возможно, был консул 280 года Мессала.